# آنو ملک
آنو ملک (انگلیسی: Anu Malik؛ زادهٔ ۲ نوامبر ۱۹۶۰) یک آهنگساز اهل هند است. وی از سال ۱۹۸۱ میلادی تاکنون مشغول فعالیت بوده‌است.
وی همچنین برنده جوایزی همچون جوایز فیلم‌فیر شده‌است.

## فیلم‌شناسی
- رام می‌داند
- پناهنده
- پیروزی
- عشق
- مرز
- جنتلمن
- قمارباز
- وقت
- نام و نشان
- دوباره